# Cañada de la Cruz
Cañada de la Cruz (también llamada popularmente La Cañada o Cañada) es una localidad dentro del municipio de Moratalla, situada en el extremo occidental de la comarca del Noroeste (Región de Murcia), en el sureste de España y a los pies de Revolcadores. A cuatro kilómetros del límite con la provincia de Granada y a cinco de la provincia de Albacete, cerca de esta localidad se encuentran los núcleos de El Entredicho, El Moral y Almaciles. Esta pedanía moratallera —la más occidental de toda la Región de Murcia— está al pie de Revolcadores, mirando hacia el campo de Caravaca.
Su nombre deriva de las antiguas cañadas de transporte ganadero; en este caso, la que unía Granada con Caravaca. Según el censo de 2017 cuenta con un total de 162 habitantes (35 en el núcleo de Los Odres).
Fiestas patronales en honor a la Inmaculada Concepción, durante la segunda semana del mes de agosto. Incluye bailes conciertos, dj , suelta de vaquillas etc.
Su parroquia se llama parroquia de la Purísima Concepción de Cañada de la Cruz
- Datos: Q5759545